# 岩䴓
岩䴓（学名：Sitta tephronota）一种雀形目鸟类，隶属于䴓科䴓属。分布于西亚、中亚等地区。本种由英国鸟类学家理查德·鲍德勒·夏普于1872年描述发表。